# 17e étape du Tour d'Italie 2006
La 17e étape du Tour d'Italie 2006 a lieu le 24 mai entre Termeno et Plan de Corones. Elle est remportée par Leonardo Piepoli.

## Récit
L'étape a été raccourcie de 5 kilomètres à l'arrivée par les organisateurs en raison de chutes de neige sur le sommet du plan de Corones.

## Résultats

### Classement de l'étape
|    | Coureur                    | Pays    | Équipe          |    | Temps           |
| -- | -------------------------- | ------- | --------------- | -- | --------------- |
| 1  | Leonardo Piepoli           | Italie  | Saunier Duval   | en | 3 h 21 min 26 s |
| 2  | Ivan Basso                 | Italie  | Team CSC        | +  | m.t.            |
| 3  | José Enrique Gutiérrez     | Espagne | Phonak          |    | 15 s            |
| 4  | Franco Pellizotti          | Italie  | Liquigas        |    | 19 s            |
| 5  | Julio Alberto Pérez Cuapio | Mexique | Panaria         |    | 28 s            |
| 6  | John Gadret                | France  | AG2R Prévoyance |    | 37 s            |
| 7  | Damiano Cunego             | Italie  | Lampre-Fondital |    | 41 s            |
| 8  | Gilberto Simoni            | Italie  | Saunier Duval   |    | 48 s            |
| 9  | Sergio Ghisalberti         | Italie  | Team Milram     |    | 58 s            |
| 10 | Giampaolo Caruso           | Italie  | Liberty Seguros |    | m.t.            |

### Points attribués
|   | Cycliste         | Pays      | Équipe                | Points |
| - | ---------------- | --------- | --------------------- | ------ |
| 1 | Benoît Poilvet   | France    | Crédit agricole       | 8      |
| 2 | Raffaele Illiano | Italie    | Colombia Selle-Italia | 6      |
| 3 | Dario Cioni      | Italie    | Liquigas              | 4      |
| 4 | Grischa Niermann | Allemagne | Rabobank              | 3      |
| 5 | Volodymyr Gustov | Ukraine   | Team CSC              | 2      |
| 6 | Jens Voigt       | Allemagne | Team CSC              | 1      |

|    | Cycliste                   | Pays        | Équipe                | Points |
| -- | -------------------------- | ----------- | --------------------- | ------ |
| 1  | Leonardo Piepoli           | Italie      | Saunier Duval         | 25     |
| 2  | Ivan Basso                 | Italie      | Team CSC              | 20     |
| 3  | José Enrique Gutiérrez     | Espagne     | Phonak                | 16     |
| 4  | Franco Pellizotti          | Italie      | Liquigas              | 14     |
| 5  | Julio Alberto Pérez Cuapio | Mexique     | Panaria               | 12     |
| 6  | John Gadret                | France      | AG2R Prévoyance       | 10     |
| 7  | Damiano Cunego             | Italie      | Lampre-Fondital       | 9      |
| 8  | Gilberto Simoni            | Italie      | Saunier Duval         | 8      |
| 9  | Sergio Ghisalberti         | Italie      | Team Milram           | 7      |
| 10 | Giampaolo Caruso           | Italie      | Liberty Seguros       | 6      |
| 11 | Sandy Casar                | France      | Française des jeux    | 5      |
| 12 | Juan Manuel Gárate         | Espagne     | Quick Step-Innergetic | 4      |
| 13 | Charles Wegelius           | Royaume-Uni | Liquigas              | 3      |
| 14 | Andrea Noè                 | Italie      | Liquigas              | 2      |
| 15 | José Luis Rubiera          | Espagne     | Discovery Channel     | 1      |

### Cols et côtes
- Ascension du Col Furcia, 1re catégorie (km 115)

|   | Cycliste                   | Pays    | Équipe        | Points |
| - | -------------------------- | ------- | ------------- | ------ |
| 1 | Leonardo Piepoli           | Italie  | Saunier Duval | 15     |
| 2 | Ivan Basso                 | Italie  | Team CSC      | 10     |
| 3 | José Enrique Gutiérrez     | Espagne | Phonak        | 6      |
| 4 | Franco Pellizotti          | Italie  | Liquigas      | 4      |
| 5 | Julio Alberto Pérez Cuapio | Mexique | Panaria       | 2      |

### Points attribués pour le classement combiné
|    | Cycliste               | Pays    | Équipe                | Points |
| -- | ---------------------- | ------- | --------------------- | ------ |
| 1  | Ivan Basso             | Italie  | Team CSC              | 45     |
| 2  | José Enrique Gutiérrez | Espagne | Phonak                | 38     |
| 3  | Gilberto Simoni        | Italie  | Saunier Duval         | 34     |
| 4  | Sandy Casar            | France  | Française des jeux    | 32     |
| 5  | Paolo Savoldelli       | Italie  | Discovery Channel     | 28     |
| 6  | Franco Pellizotti      | Italie  | Liquigas              | 24     |
| 7  | Leonardo Piepoli       | Italie  | Saunier Duval         | 24     |
| 8  | Paolo Bettini          | Italie  | Quick Step-Innergetic | 22     |
| 9  | Damiano Cunego         | Italie  | Lampre-Fondital       | 21     |
| 10 | Benoît Poilvet         | France  | Crédit agricole       | 15     |

## Classements à l'issue de l'étape

### Classement général
|    | Cycliste               | Pays     | Équipe                |    | Temps            |
| -- | ---------------------- | -------- | --------------------- | -- | ---------------- |
| 1  | Ivan Basso             | Italie   | Team CSC              | en | 67 h 56 min 31 s |
| 2  | José Enrique Gutiérrez | Espagne  | Phonak                | +  | 5 min 43 s       |
| 3  | Gilberto Simoni        | Italie   | Saunier Duval         |    | 10 min 34 s      |
| 4  | Paolo Savoldelli       | Italie   | Discovery Channel     |    | 10 min 58 s      |
| 5  | Franco Pellizotti      | Italie   | Liquigas              |    | 12 min 30 s      |
| 6  | Wladimir Belli         | Italie   | Colombia Selle-Italia |    | 13 min 00 s      |
| 7  | Sandy Casar            | France   | Française des jeux    |    | 14 min 06 s      |
| 8  | Damiano Cunego         | Italie   | Lampre-Fondital       |    | 14 min 48 s      |
| 9  | Víctor Hugo Peña       | Colombie | Phonak                |    | 16 min 40 s      |
| 10 | José Luis Rubiera      | Espagne  | Discovery Channel     |    | 17 min 48 s      |

### Classement par points
|   | Cycliste               | Pays    | Équipe                | Points |
| - | ---------------------- | ------- | --------------------- | ------ |
| 1 | Ivan Basso             | Italie  | Team CSC              | 123    |
| 2 | Paolo Bettini          | Italie  | Quick Step-Innergetic | 121    |
| 3 | José Enrique Gutiérrez | Espagne | Phonak                | 106    |

### Classement du meilleur grimpeur
|   | Cycliste          | Pays   | Équipe        | Points |
| - | ----------------- | ------ | ------------- | ------ |
| 1 | Ivan Basso        | Italie | Team CSC      | 46     |
| 2 | Leonardo Piepoli  | Italie | Saunier Duval | 31     |
| 3 | Fortunato Baliani | Italie | Panaria       | 26     |

### Classement du combiné
|   | Cycliste               | Pays    | Équipe            | Points |
| - | ---------------------- | ------- | ----------------- | ------ |
| 1 | Paolo Savoldelli       | Italie  | Discovery Channel | 666    |
| 2 | José Enrique Gutiérrez | Espagne | Phonak            | 500    |
| 3 | Ivan Basso             | Italie  | Team CSC          | 421    |

### Classements par équipes

#### Classement aux temps
|   | Équipe            | Pays       |    | Temps             |
| - | ----------------- | ---------- | -- | ----------------- |
| 1 | Phonak            | Suisse     | en | 203 h 02 min 26 s |
| 2 | Discovery Channel | États-Unis | +  | 8 min 30 s        |
| 3 | Liquigas          | Italie     |    | 9 min 18 s        |

#### Classement aux points
|   | Équipe        | Pays    | Points |
| - | ------------- | ------- | ------ |
| 1 | Phonak        | Suisse  | 242    |
| 2 | Saunier Duval | Espagne | 241    |
| 3 | Panaria       | Italie  | 234    |

### Classements annexes

#### Classement Azzurri d'Italia
|   | Cycliste         | Pays   | Équipe                | Points |
| - | ---------------- | ------ | --------------------- | ------ |
| 1 | Ivan Basso       | Italie | Team CSC              | 14     |
| 2 | Leonardo Piepoli | Italie | Saunier Duval         | 9      |
| 3 | Paolo Bettini    | Italie | Quick Step-Innergetic | 9      |

#### Classement de la combativité
|   | Cycliste               | Pays    | Équipe                | Points |
| - | ---------------------- | ------- | --------------------- | ------ |
| 1 | Ivan Basso             | Italie  | Team CSC              | 31     |
| 3 | Paolo Bettini          | Italie  | Quick Step-Innergetic | 30     |
| 2 | José Enrique Gutiérrez | Espagne | Phonak                | 30     |

#### Classement 110 Gazzetta
|   | Cycliste         | Pays   | Équipe             | Points |
| - | ---------------- | ------ | ------------------ | ------ |
| 1 | Benoît Poilvet   | France | Crédit agricole    | 13     |
| 2 | Patrick Calcagni | Suisse | Liquigas           | 13     |
| 3 | Mickaël Delage   | France | Française des jeux | 12     |

#### Classement de l'échappée (Fuga)
|   | Cycliste            | Pays    | Équipe                | Points |
| - | ------------------- | ------- | --------------------- | ------ |
| 1 | Christophe Edaleine | France  | Crédit agricole       | 364    |
| 2 | Gabriele Missaglia  | Italie  | Colombia Selle-Italia | 303    |
| 3 | Sergiy Matveyev     | Ukraine | Panaria               | 207    |